# Ambeodontus tristis
Ambeodontus tristis là một loài bọ cánh cứng trong họ Cerambycidae.